# 21 f.Kr.
21 f.Kr. var ett skottår som började en söndag i den proleptiska julianska kalendern, men i verkligheten antingen ett normalår som började en måndag, tisdag eller onsdag, eller ett skottår som började en tisdag i den julianska kalendern (se skottårsfelet i den julianska kalendern för mer information).

## Händelser

### Efter plats

#### Romerska riket
- Marcus Vipsanius Agrippa skiljer sig från Claudia Marcella den äldre och gifter sig med Augustus dotter Julia den äldre